# Villa San Pietro
Villa San Pietro (sardinski: Santu Pèdru) je grad i općina (comune) u metropolitanskom gradu Cagliariju u regiji Sardiniji, Italija. Nalazi se na nadmorskoj visini od 37 metara i ima 2 107 stanovnika.
 Prostire se na 39,89 km². Gustoća naseljenosti je 53 st/km².
Susjedne općine su: Assemini, Pula, Sarroch i Santadi.